# Cavedio

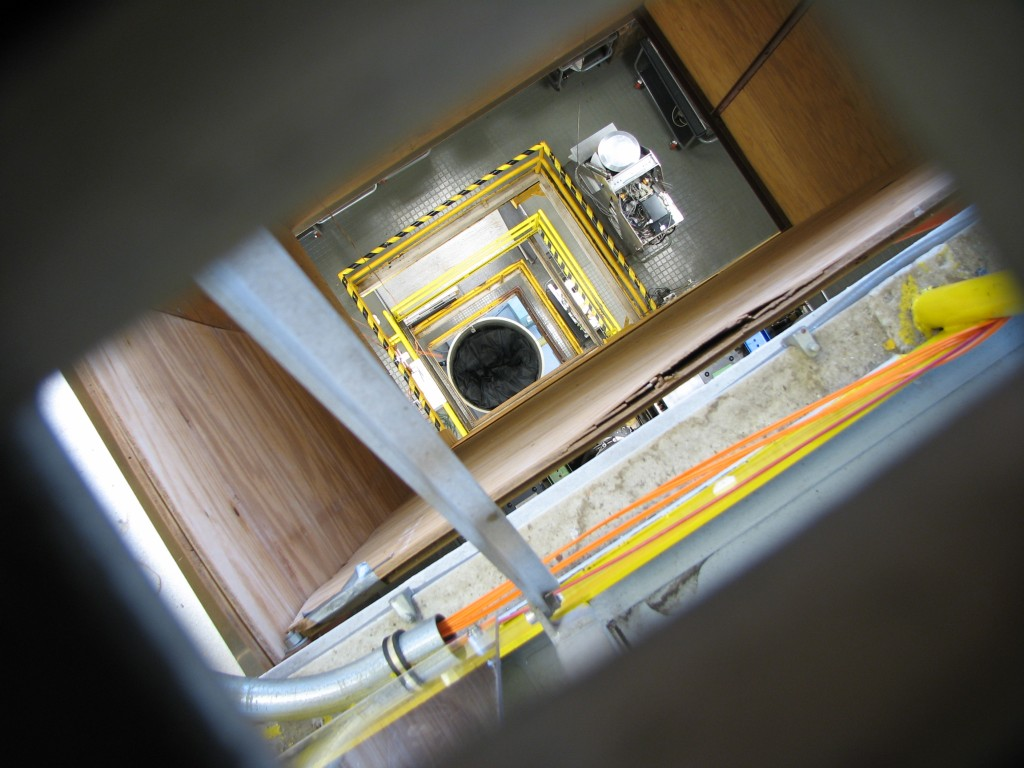
Cavedio e pozzo di ventilazione di un laboratorio della NASA

Il cavedio (dal latino cavaedium, spazio scoperto al centro della domus romana con funzioni di atrio), in architettura, identifica un cortile interno di un edificio (generalmente sottostante a un lucernario) – detto anche chiostrina – che ha la finalità di distribuire luce e aerazione ai locali che vi si affaccino.

## Descrizione
Generalmente è a cielo aperto oppure, laddove sia chiuso, il tetto è quello dell'edificio in cui si trova; per questa ragione esso è idoneo anche a ospitare montanti che distribuiscono servizi di qualsiasi natura ai vari piani (condotti dell'acqua, gas, scarichi acque bianche e nere, linee elettriche, telefoniche, dati).
Anche i pozzi di ventilazione possono fungere da cavedio. In taluni casi il cavedio può essere anche soltanto un pozzo di ventilazione.

## Aspetti giuridici in Italia
In ragione sia della configurazione fisica (essendo circoscritto dalle fondazioni e dai muri perimetrali dell'edificio) sia della specifica funzione di distribuzione d'aria e luce agli ambienti che su esso prospettano, al cavedio si applica il regime giuridico del cortile e, al pari di quest'ultimo, in difetto di specifico titolo contrario, il cavedio va considerato parte comune dell'edificio, come affermato con sentenza n. 17556 del 1º agosto 2014 da parte della II sezione della Corte di cassazione.
Inoltre, in base all'art. 4, comma 4, del D.P.R. 30 aprile 1999, n. 162, non può essere adibita a cavedio una struttura tecnica come il vano corsa dell'ascensore, nel quale possono essere ospitate solo le pertinenze strettamente necessarie al funzionamento del dispositivo stesso.